# Nealiolus collaris
Nealiolus collaris är en stekelart som först beskrevs av Charles Thomas Brues 1907.  Nealiolus collaris ingår i släktet Nealiolus och familjen bracksteklar. Inga underarter finns listade i Catalogue of Life.